# Michal Jupp Konečný
Michal Jupp Konečný (* 6. srpna 1942 Praha) je český novinář, hudební publicista a dramaturg, především v oblasti folku, country a trampské hudby.

## Život
Po vysokoškolských studiích a poměrně krátkém zaměstnání v Akademii věd pracoval ve Svazu klubů mládeže, kulturní agentuře Fortuna a Kulturním domě hlavního města Prahy. Věnoval se amatérskému divadlu (Divadlo Dostavník), pro které psal hry a písničky. Se svou ženou Hankou založil folkovou kapelu. Od roku 1971 organizoval folkové koncerty v Malostranské besedě. Po deseti letech se stala Malostranská beseda hlavní scénou folkové a country hudby.  Uváděl tu i některé podle režimu nevhodné písničkáře, proto bylo organizování folkových koncertů v Besedě v roce 1979 úřady zastaveno. Následně se stal vedoucím břevnovského Klubu Na Petynce, kde působil dalších deset let, opět především s programem folkové a country hudby.
Podílel se na záchraně festivalu Porta před normalizací na začátku sedmdesátých let a udržení jeho existence při každoročním stěhování z města do města (Karviná, Sokolov, Litomyšl, Český Krumlov, Jablonec nad Nisou, Svitavy. Třebíč, Ústí nad Labem, Olomouc, Sokolov, Plzeň). V letech 1971 – 1989 byl dramaturgem Porty, v druhé polovině osmdesátých let měla Porta v Plzni 30 tisíc návštěvníků.
Byl vedoucím představitelem Folk a Country Klubu (za normalizace přejmenovaném na Klub mladé tvorby), který v letech 1971 – 2011 pořádal v Praze koncerty v Lucerně a dalších pražských sálech. Byl dramaturgem FOLK & COUNTRY FESTIVALU v Lucerně, pražského Folk Music Festivalu, festivalu DVORANA v pražské Sportovní hale, Českokrumlovského folkového festivalu, festivalů Folková růže, Svojšický slunovrat, Svojšický letorost, Banjo Jamboree, Country rumpál, Setkání Konopiště, Trampské Pikovice, Folk & country podzim a dalších hudebních akcí.
Je autorem článků o hudbě v Mladém světě, Mladé frontě a dalších mediích. V letech 1985 – 1991 připravoval rozhlasový pořad Radioporta a další hudební pořady v Československém a Českém rozhlase. V rámci vydavatelství Panton připravovoval první alba různých folkových kapel. Založil hudební měsíčník FOLK & COUNTRY, a byl jeho šéfredaktorem v letech 1991 - 2011. Ve stejnojmenném nakladatelství připravil řadu zpěvníků a hudebních publikací. Podílel se na přípravě televizních pořadů Folková setkání.

## Knihy
- Kde přistávají uši, nápady a ptákoviny, Nová forma, 2013
- Legenda Lochotín: folk a country hudba v Plzni, Media, Karlovy Vary, 2014
- Průlety folkovou pamětí, Galén, 2018
- S kytarou na zádech: o Portách, festivalech a muzikantech českého západu, Region All, Plzeň, 2016
- Udělali mi něco s palcem, povídky, Avalon, 2007

## Rodinný život
Je ženatý, jeho žena Hanka spolupracovala na většině jeho projektů. Má dceru a syna a šest vnoučat, z nichž pět se věnuje profesionálně nebo amatérsky hudbě.